# Terra (satellite)

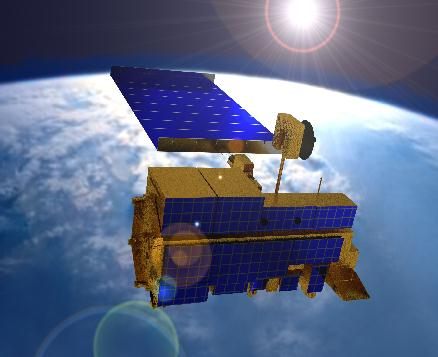
Terra (EOS AM-1)

Terra (EOS AM-1) è un satellite scientifico multinazionale della NASA, che ruota intorno alla Terra in un'orbita eliosincrona. È il "portabandiera" dell'Earth Observing System (EOS).

## Lancio
Il satellite fu lanciato dalla base dell'aeronautica di Vandenberg il 18 dicembre 1999 da un razzo-vettore Atlas IIAS ed iniziò a raccogliere dati il 24 febbraio 2000.

## Caratteristiche
Le caratteristiche del satellite e della sua orbita sono le seguenti:
- massa: 1,765  kg
- perigeo: 705 km
- apogeo: 725 km
- inclinazione: 98,1991 gradi
- periodo: 98,8 minuti

## Missioni
Terra trasporta un carico di cinque sensori remoti progettati per monitorare lo stato dell'ambiente naturale sulla Terra e dei cambiamenti in corso nel clima:
- ASTER (Advanced Spaceborne Thermal Emission and Reflection Radiometer)[3]
- CERES (Clouds and the Earth's Radiant Energy System)
- MISR (Multi-angle Imaging SpectroRadiometer)
- MODIS (Moderate-resolution Imaging Spectroradiometer)[4]
- MOPITT (Measurements of Pollution in the Troposphere)[5]

I dati dal satellite aiutano gli scienziati a comprendere meglio la diffusione dell'inquinamento globale. Sono stati condotti studi utilizzando gli strumenti del satellite Terra per esaminare i trend dell'inquinamento globale da ossido di carbonio e quello di aerosol. I dati ottenuti da Terra comporranno alla fine una raccolta di 15 anni di dati globali.

## Attività vandaliche
In giugno ed ottobre 2008 il satellite fu bersaglio di hackers che riuscirono ad avere un accesso non consentito ai suoi comandi ed al sistema di controllo ma non riuscirono ad eseguire alcun comando.

## Galleria d'immagini

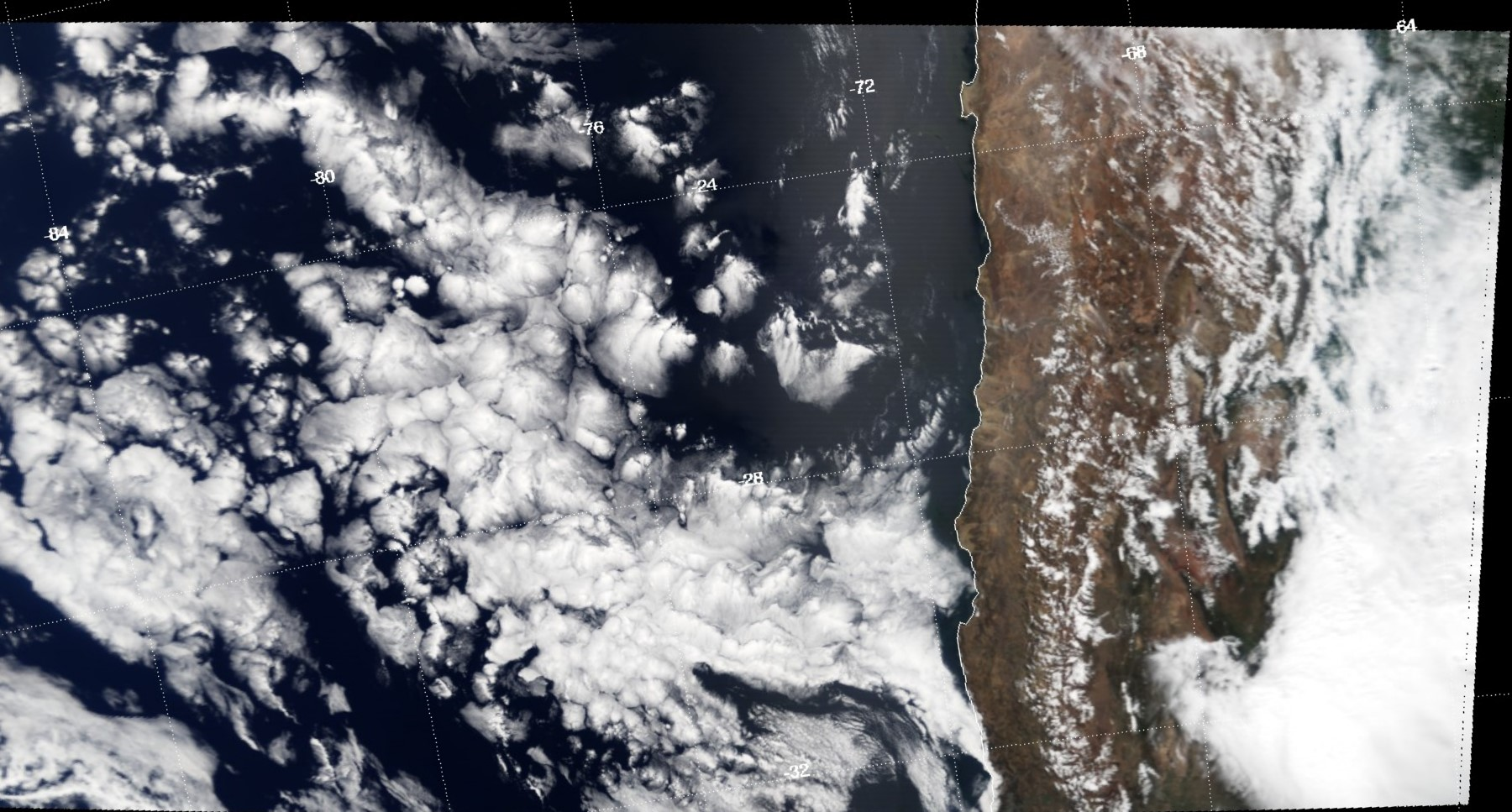
La prima immagine ripresa dal satellite Terra.
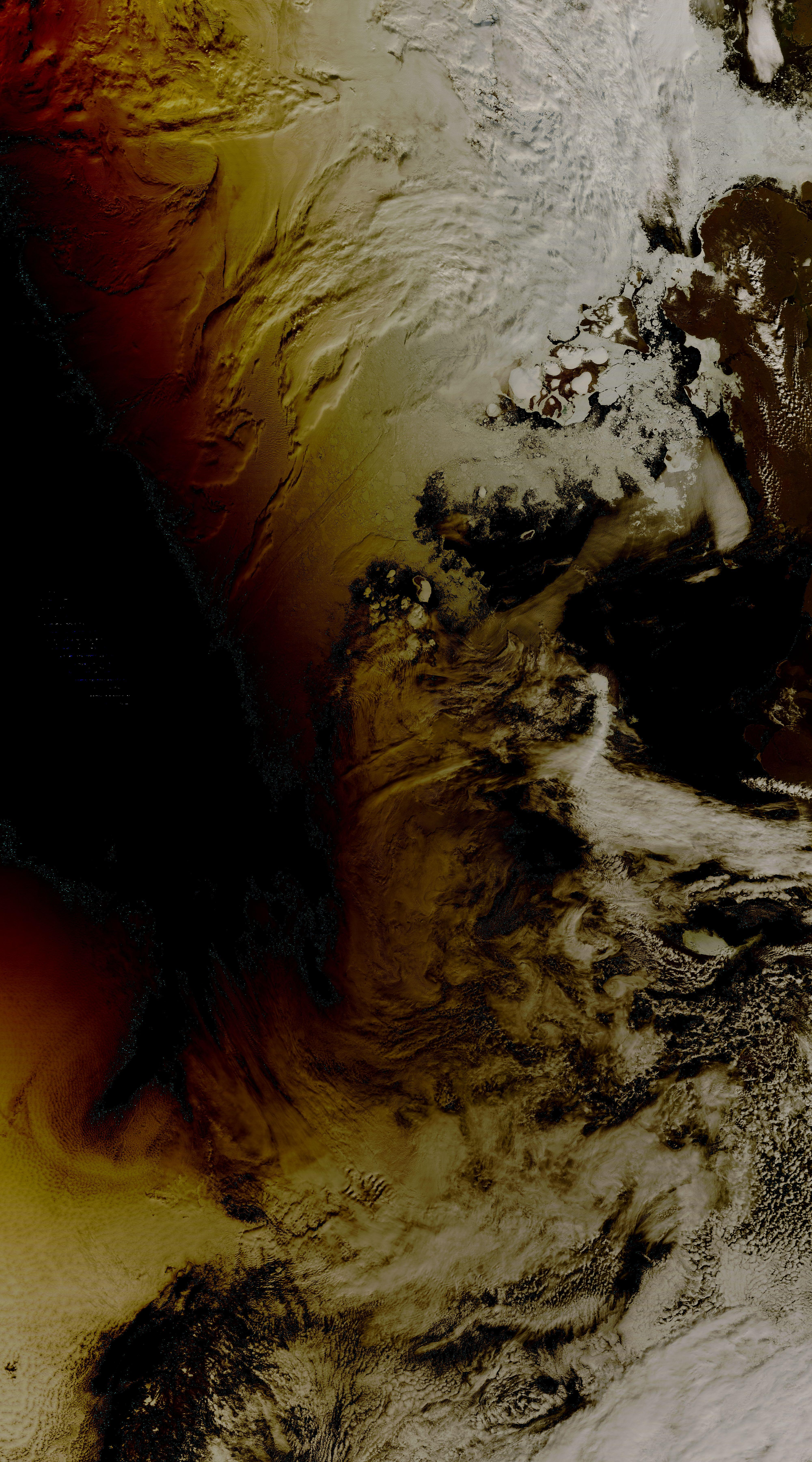
L'eclisse solare del 1º agosto 2008 su Russia, Norvegia ed Oceano Artico visto dal satellite Terra.
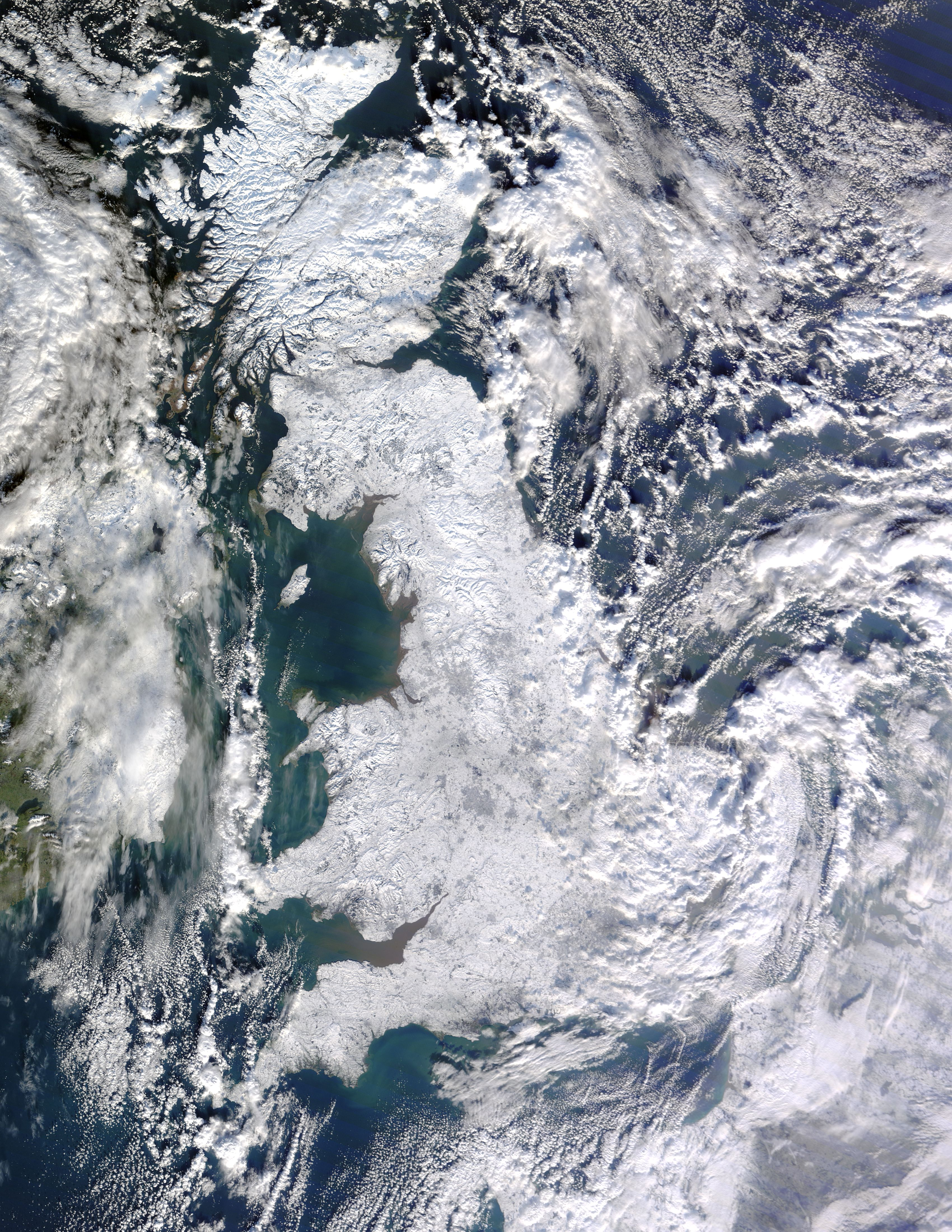
Gli effetti della tempesta di vento dell'inverno 2009–2010 sulla Gran Bretagna visto dal satellite Terra.
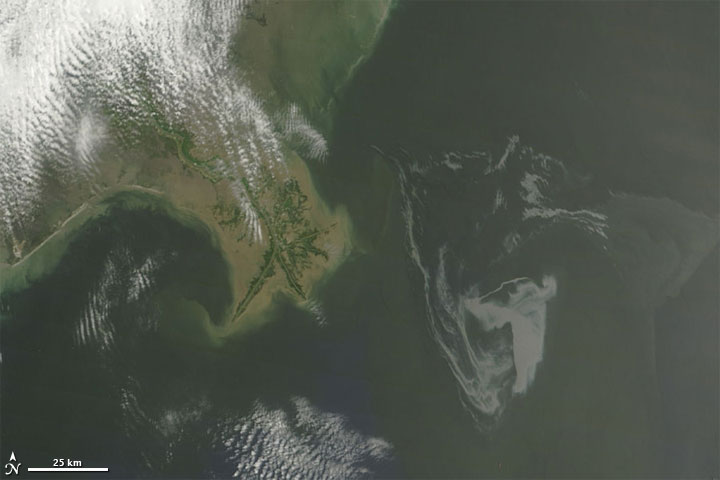
Disastro ambientale della piattaforma petrolifera Deepwater Horizon visto dal satellite Terra il 1º maggio 2010.
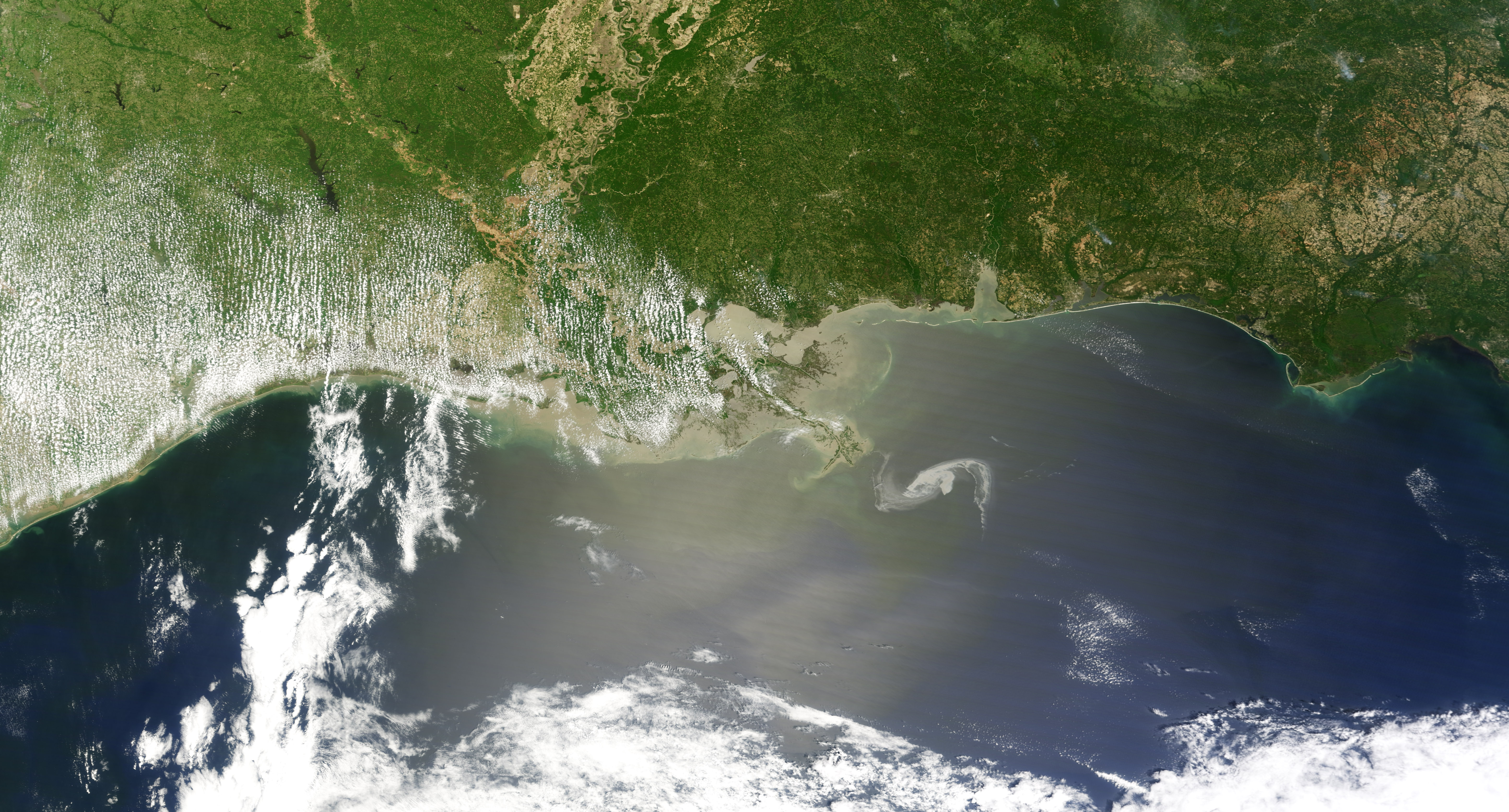
La perdita di petrolio dalla piattaforma Deepwater Horizon al largo della costa della Louisiana il 30 aprile 2010, visibile dallo spazio.
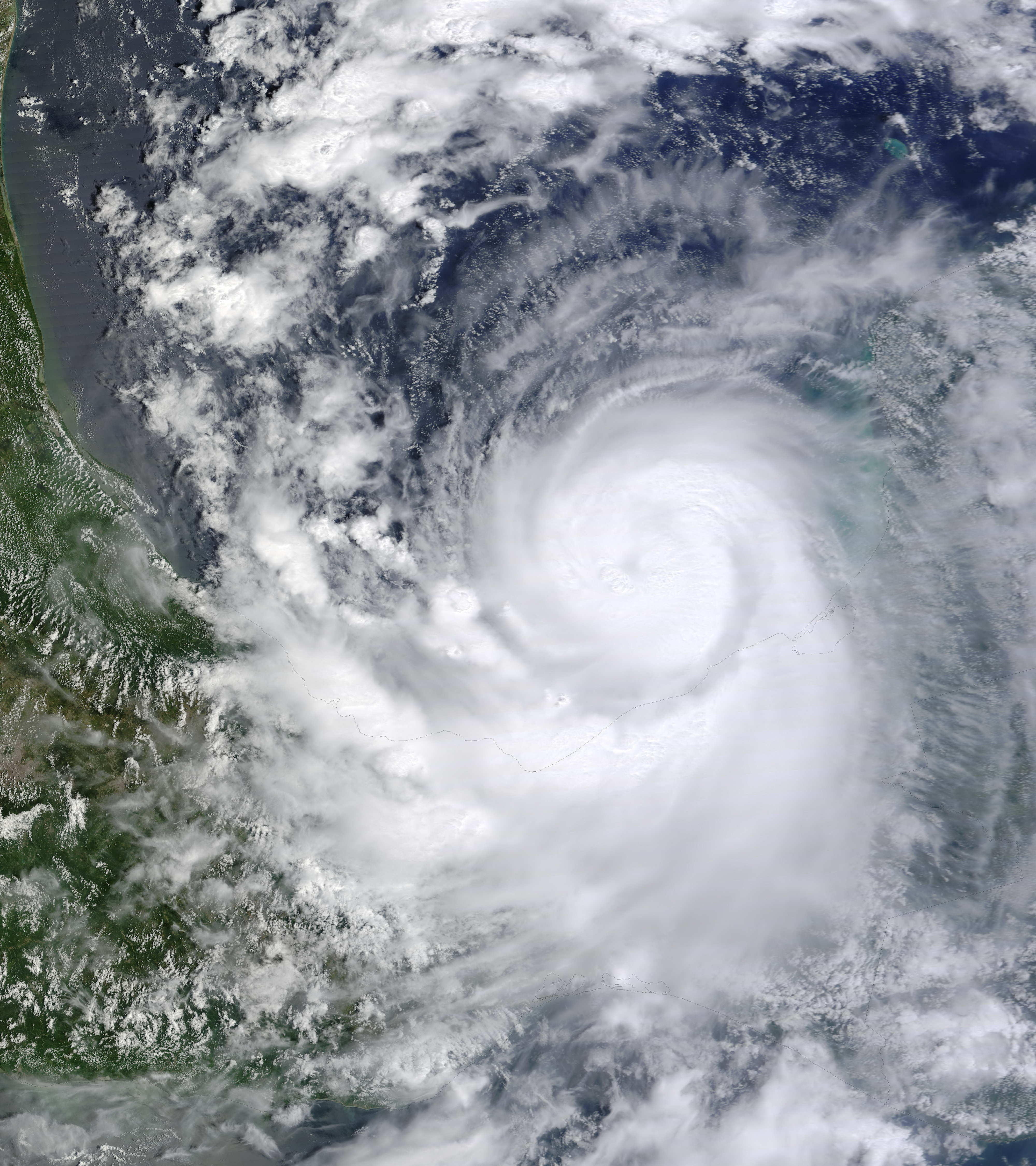
L'uragano più distruttivo della stagione 2010 degli uragani atlantici si avvicina al Messico il 16 settembre.